# 日本電視台週六九點連續劇
日本電視台週六九點連續劇（日语：土ドラ9），是日本電視台每逢星期六21:00－21:54（日本時間）播放的電視連續劇時段，大多是以校園劇做為故事主軸，也常常由傑尼斯藝人擔綱主役，於1988年4月16日開始播出，自2017年4月起電視台製播方針改版，原本的時段改為星期六22:00－22:54，2024年4月，又因電視台製播方針改版，在日本電視台週三連續劇(水十)時段改播綜藝節目，原水十的時段檔次改到當時星期六21:00－21:54的時段檔次，並更名為土劇9（土ドラ9）。

而該時段的新設，也不影響原先2017年4月改版的時段，原日本電視台週六連續劇時段更名為土劇10（土ドラ10）。

## 播出時間更動表
| 播出日期 | 播出日期 | 時段名                           | 播出時間（JST）            |
| -------- | -------- | -------------------------------- | -------------------------- |
| 1969.10  | 1972.09  | 週六大劇場                       | 週六 21:30 - 22:26（56分） |
| 1972.10  | 1973.09  | 週六大劇場                       | 週六 21:30 - 22:25（55分） |
| 1973.10  | 1975.09  | 週六大劇場                       | 週六 21:00 - 21:55（55分） |
| 1975.10  | 1987.03  | 週六大劇場                       | 週六 21:00 - 21:54（54分） |
| 1987.04  | 1988.03  | （中斷）                         | （中斷）                   |
| 1988.04  | 1998.03  | 週六大劇場                       | 週六 21:00 - 21:54（54分） |
| 1998.04  | 2017.03  | 週六連續劇                       | 週六 21:00 - 21:54（54分） |
| 2017.04  |          | 週六連續劇（週日10點播出之時段） | 週六 22:00 - 22:54（54分） |
| 2024.04  | 2025.03  | 週六九點連續劇                   | 週六 21:00 - 21:54（54分） |
| 2025.04  |          | 週六連續劇                       | 週六 21:00 - 21:54（54分） |

## 作品列表

### 1990年代
| 播放月份與日期      | 劇集名                                    | 演出                                                      |
| ------------------- | ----------------------------------------- | --------------------------------------------------------- |
| 1990年              |                                           |                                                           |
| 1月13日 - 3月24日   | いけない女子高物語                        | 古手川祐子、植草克秀、菅井琴 等                           |
| 4月14日 - 6月30日   | 外科醫生有森冴子（外科医有森冴子）        | 三田佳子、高嶋政宏、岩城滉一 等                           |
| 7月7日 - 9月29日    | 火の用心                                  | TUNNELS、桃井薰、後藤久美子 等                            |
| 10月13日 - 12月8日  | 爸爸（お父さん）                          | 古谷一行、市毛良枝、八千草薫 等                           |
| 1991年              |                                           |                                                           |
| 1月12日 - 3月23日   | 今生只愛你（君だけに愛を～LoveForever～） | 松下由樹、野村宏伸、池内淳子 等                           |
| 4月13日 - 6月29日   | 女控官葉子（検事・若浦葉子）              | 賀来千香子、吉行和子、碇矢長介 等                         |
| 7月6日 - 9月7日     | 助教授一色麗子 法医学教室の女             | 篠ひろ子、山下真司、大鶴義丹 等                           |
| 10月19日 - 12月21日 | （結婚しないかもしれない症候群）          | 麻生祐未、紺野美紗子、東千鶴 等                           |
| 1992年              |                                           |                                                           |
| 1月11日 - 3月21日   | 小姑獨處                                  | 澤口靖子、村上弘明、片瀨梨乃 等                           |
| 4月18日 - 6月27日   | 孩子入睡後                                | 柴田恭兵、三浦洋一、山口智子 等                           |
| 7月4日 - 9月26日    | （まったナシ!）                           | 齊藤由貴、永島敏行、國生小百合 等                         |
| 10月10日 - 12月19日 | 外科醫有森冴子II                          | 三田佳子、高嶋政宏、岩城滉一、仲谷昇、二谷英明 等         |
| 1993年              |                                           |                                                           |
| 1月9日 - 3月20日    | 稍微危險的園長先生                        | 小林稔侍、高木美保、布川敏和、淺田美代子、高田純次 等     |
| 4月17日 - 6月26日   | 別在星期天                                | 田中美佐子、唐澤壽明、中野英雄、伊武雅刀、柳葉敏郎 等     |
| 7月3日 - 9月25日    | 呼叫器戀情                                | 緒形拳、裕木奈江、坂井真紀、谷啓、阿木燿子 等             |
| 10月23日 - 12月18日 | 成人之吻                                  | 柴田恭兵、石田純一、風吹ジュン、森口瑤子、深津繪里 等     |
| 1994年              |                                           |                                                           |
| 1月15日 - 3月26日   | 過幾天結婚的你                            | 藤谷美和子、仲村亨、坂井真紀、谷啓、世良公則 等           |
| 4月16日 - 7月2日    | 無家可歸的小孩                            | 安達祐實、小柳留美子、保坂尚輝、田中好子、内藤剛志 等     |
| 7月9日 - 9月24日    | 金志郎美容室                              | 西田敏行、片瀨梨乃、夏木麻里、本田美奈子、上島龍兵 等     |
| 10月22日 - 12月17日 | おれはO型・牡羊座                         | 武田鐵矢、木村一八、片岡鶴太郎、いしだあゆみ、伊東四朗 等 |
| 1995年              |                                           |                                                           |
| 1月14日 - 3月11日   | 車站的故事                                | 吉田榮作、松村邦洋、田邊誠一、細川文惠、財前直見 等       |
| 4月15日 - 7月8日    | 無家可歸的小孩2                           | 安達祐實、堂本光一、草彅剛、中山亞微梨、内藤剛志 等       |
| 7月15日 - 9月16日   | 金田一少年之事件簿 (電視劇)               | 堂本剛、友阪理惠、古尾谷雅人、池內萬作、立川政市 等       |
| 10月21日 - 12月16日 | 夢幻料理人                                | 東山紀之、千堂秋穗、國分太一、川島直美、江守徹 等         |
| 1996年              |                                           |                                                           |
| 1月13日 - 3月16日   | 銀狼怪奇檔案                              | 堂本光一、寶生舞、三宅健、井之原快彥、蟹江敬三 等         |
| 4月13日 - 7月6日    | 透明人間                                  | 香取慎吾、深津繪里、石田純一、黒木瞳、森本雷歐 等         |
| 7月13日 - 9月14日   | 金田一少年之事件簿（第二期）              | 堂本剛、友阪理惠、古尾谷雅人、池內萬作、立川政市 等       |
| 10月19日 - 12月21日 | 聖龍傳說                                  | 安達祐實、榎本加奈子、鳥羽潤、片岡鶴太郎、小杉健 等       |
| 1997年              |                                           |                                                           |
| 1月11日 - 3月15日   | 感應少年                                  | 松岡昌宏、大塚寧寧、井之原快彥、小原裕貴、永澤俊矢 等     |
| 4月19日 - 6月28日   | 少女特搜隊                                | 友阪理惠、鈴木紗理奈、篠原友惠、遠藤久美子、知念里奈 等   |
| 7月5日 - 9月20日    | D×D                                       | 長瀨智也、岡田准一、鈴木砂羽、寺脇康文、阿部貞夫 等       |
| 10月18日 - 12月20日 | 我們的勇氣 未滿都市                       | 堂本光一、堂本剛、矢田亞希子、松本潤、寶生舞 等           |
| 1998年              |                                           |                                                           |
| 1月10日 - 3月21日   | 三姊妹偵探團                              | 鈴木蘭蘭、吉川日奈、野村佑香、河相我聞、高田純次 等       |
| 4月18日 - 7月4日    | 愛與和平                                  | 松岡昌宏、佐藤藍子、鳥羽潤、上原櫻、野波麻帆 等           |
| 7月11日 - 9月12日   | 愛的和弦                                  | 堂本光一、中谷美紀、矢田亞希子、伊武雅刀、手塚理美 等     |
| 10月17日 - 12月12日 | P.A.替身天使                              | 榎本加奈子、萬田久子、池內博之、原千晶、岩城滉一 等       |
| 1999年              |                                           |                                                           |
| 1月16日 - 3月20日   | 堂本剛之重返少年時                        | 堂本剛、遠藤久美子、內藤剛志、佐野史郎 等                 |
| 4月17日 - 6月26日   | 甦醒的金狼                                | 香取慎吾、石橋凌、上原多香子、宅麻伸、碇矢長介 等         |
| 7月3日 - 9月11日    | 我們的旅行                                | 森田剛、三宅健、岡田准一、謝昭仁、寶生舞 等               |
| 10月16日 - 12月18日 | 感應少年2                                 | 松岡昌宏、井之原快彥、小原裕貴、工藤靜香、加藤茶 等       |

### 2000年代

#### 2000年
- 1月15日 - 3月11日：虛擬美少女（日语：バーチャルガール (テレビドラマ)）
  - 演出：榎本加奈子、陣内孝則、三宅健、佐野史郎、村上里佳子 等
  - 劇本：大石哲也
- 4月15日 - 6月24日：傳說的教師（日语：伝説の教師）
  - 演出：松本人志、中居正廣、永作博美、北川弘美、忍成修吾、屋良朝幸、米花剛史、畑野浩子、益岡徹、竹中直人、夏木麻里 等
  - 劇本：石原武龍、福田千津子、吉田智子、後藤法子
- 7月1日－9月16日：冠軍大胃王（日语：フードファイト）
  - 演出：草彅剛、深田恭子、宮澤理惠、田邊誠一、筧利夫、佐野史郎、八千草薰 等
  - 企劃：野島伸司
  - 劇本：山崎淳也、大良美波子
- 10月14日 - 12月16日：新宿暴走救急隊（日语：新宿暴走救急隊）
  - 演出：田村淳、田村亮、上原多香子、岸田健作、片瀨那奈、後藤理沙、矢澤心、山下真司、鈴木杏樹、内藤剛志 等
  - 劇本：大石哲也、吉田智子、後藤法子

#### 2001年
- 1月13日 - 3月17日：向井荒太的動物日記（日语：向井荒太の動物日記 〜愛犬ロシナンテの災難〜）
  - 演出：堂本剛、水野真紀、安倍夏美、秋山純、山田麻衣子、根津甚八、北村總一朗、樹木希林 等
  - 劇本：吉田智子、福田卓郎、福田千津子、武田菜穗
- 4月21日 - 6月30日：老闆靠邊站（日语：明日があるさ）
  - 演出：濱田雅功、稻森泉、藤井隆、仲間由紀惠、遠藤章造、田中直樹、東野幸治、吹越滿、間寬平、柳葉敏郎、伊東四朗、松本人志 等
  - 劇本：高須光聖、羽原大介、大野敏哉
- 7月14日 - 9月15日：金田一少年之事件簿（第三期）
  - 演出：松本潤、鈴木杏、内藤剛志 等
  - 原作：天樹征丸
  - 劇本：大石哲也、小原信治、平田研也、山崎淳也、浪江裕史
- 10月20日 - 12月15日：瘦身大作戰（日语：歓迎!ダンジキ御一行様）
  - 演出：中村雅俊、遠藤章造、小川直也、中村俊太、渡邊滿里奈、榎本加奈子、酒井彩名、泉谷茂、丹波哲郎 等
  - 劇本：輿水泰弘、大良美波子

#### 2002年
- 1月19日 - 3月23日：秀逗男護士（日语：ナースマン）
  - 演出：松岡昌宏、安倍夏美、上原多香子、松嶋尚美、板谷由夏、椎名法子、小泉孝太郎、國村隼、山本圭壹、小林聰美 等
  - 原作：小林光惠
  - 劇本：寺田敏雄
- 4月20日 - 7月6日：黃金保齡球
  - 演出：金城武、黑木瞳、榎本加奈子、小川直也、藤澤大悟、出川哲朗、松本莉緒、篠田三郎、瀨川瑛子、梅宮萬紗子、小木茂光、笑福亭鶴光、大瀧秀治、竹脇無我 等
  - 劇本：野島伸司
- 7月13日 - 9月14日：偵探家族（日语：探偵家族）
  - 演出：稻森泉、陣内孝則、國仲涼子、宮迫博之、深水元基、神木隆之介、花原照子、平愛梨、平泉成、室井滋 等
  - 劇本：石原武龍、大野敏哉、福田裕子
- 10月12日 - 12月14日：遙控刑警（日语：リモート）
  - 演出：深田恭子、KONISHIKI、名倉潤、大倉孝二、玉木宏、植松真美、井上佳子、伊武雅刀、[堂本光一 等
  - 原作：天樹征丸
  - 劇本：樹林伸

#### 2003年
- 1月18日 - 3月15日：熱血小教師（日语：よい子の味方 〜新米保育士物語〜）
  - 演出：櫻井翔、松下由樹、吹石一惠、遠藤章造、濱田麻里、松嶋尚美、乙葉、矢澤心、板谷由夏、吉田日出子、藤村俊二 等
  - 劇本：梅田美香梅田美香（日语：梅田みか）
- 4月19日 - 7月5日：我的魔法師
  - 演出：伊藤英明、篠原涼子、西村雅彦、古田新太、小田茜、Becky、速水直道、大倉孝二、阿部貞夫、井川遙、小倉久寬 等
  - 劇本：宮藤官九郎
- 7月12日 - 9月20日：西瓜
  - 演出：小林聰美、友阪理惠、市川實日子、小泉今日子、金子貴俊、六角精兒、高橋克實、罇真佐子、白石加代子、淺見信子 等
  - 劇本：木皿泉
- 10月11日 - 12月13日：明天好天氣。（日语：あした天気になあれ。）
  - 演出：觀月亞里莎、仲村徹、井之原快彦、尹孫河、吉岡美穗、森迫永依、佐藤隆太、朝加真由美、中山仁、林泰文、阿南健治、酒井敏也、板谷由夏、澤村一樹、平泉成、戶田惠子 等
  - 劇本：梅田美香（日语：梅田みか）

#### 2004年
- 1月17日 - 3月13日：致命一夜情（日语：彼女が死んじゃった。）
  - 演出：長濑智也、深田恭子、香川照之、赤坂七惠、石野陽子、柳澤慎吾、陣內孝則、西村雅彦、木村佳乃 等
  - 原作：一色伸幸
  - 劇本：一色伸幸
- 4月17日 - 6月26日：小狗華爾滋[3]
  - 演出：安倍夏美、西島秀俊、風間徹、岡本健一、市原隼人、加藤夏希、忍成修吾、近野成美、松下奈緒、三浦理惠子、塚地武雅、杉浦幸、袴田吉彦、龍雷太、谷啟、酒井和歌子、山寺宏一、小柳留美子、小林桂樹 等
  - 企劃：野島伸司
  - 劇本：吉野萬理子
- 7月10日 - 9月18日：愛情一本
  - 演出：松浦亞彌、中村雅俊、山口智充、戶田惠子、海東健、伊藤淳史、石川亞沙美、山崎樹範、沙耶子、荒川良良、釋由美子、山下真司、船越英一郎 等
  - 劇本：樫田正剛
- 10月16日 - 12月11日：秀逗男護士（日语：ナースマン）2
  - 演出：松岡昌宏、香里奈、横山惠、佐藤珠緒、小澤真珠、佐藤仁美、光浦靖子、堤下敦、小野武彥、石黑賢、財前直見 等
  - 原作：小林光惠
  - 劇本：江頭美智留

#### 2005年
- 1月15日 - 3月19日：2
  - 演出：仲間由紀惠、生瀨勝久、龜梨和也、赤西仁、速水直道、小池徹平、小出惠介、脇知弘、東幹久、 乙葉、酒井敏也、池田有希子、谷原章介、兩國宏、內山信二、金子賢、阿南健治、宇津井健、井上順 等
  - 原作：森本梢子
  - 劇本：江頭美智留、橫田理惠、松田裕子
- 4月16日 - 6月18日：瑠璃之島
  - 演出：成海璃子、竹野内豐、小西真奈美、賀集利樹、永井杏、金子昇、西田尚美、勝村政信、井川遙、市毛良枝、塩見三省、平泉成、小日向文世、岸部一德、倍賞美津子、緒形拳 等
  - 原作：森口豁 （小孩的願望-沖繩孤島的歲月）
  - 劇本：森下佳子、寺田敏雄
- 7月2日 - 9月17日：女王的教室
  - 演出：天海祐希、志田未來、松川尚瑠輝、福田麻由子、柳田伊里佳、伊藤沙莉、永井杏、羽田美智子、尾美利德、夏帆、奧貫薰、黑田福美、半海一晃、原沙知繪、泉谷茂、内藤剛志、平泉成、根岸季衣 等
  - 劇本：遊川和彥
- 10月15日 - 12月17日：
  - 演出：龜梨和也、山下智久、堀北真希、戶田惠梨香、中島裕翔、木村祐一、岡田義德、不破萬作、高橋克實、忌野清志郎、夏木麻里 等
  - 原作：白岩玄
  - 劇本：木皿泉

#### 2006年
- 1月14日 - 3月11日：
  - 演出：東山紀之、森田剛、京野琴美、市川實日子、須賀健太、阿部亮平、佐野史郎、伊東四朗 等
  - 原作：寺澤大介
- 劇本：伴一彥
- 4月15日 - 6月24日：辣妹掌門人（日语：ギャルサー (テレビドラマ)）
  - 演出：藤木直人、戶田惠梨香、鈴木雅美、矢口真里、新垣結衣、岩佐真悠子、佐津川愛美、奈津子、佐藤隆太、川村陽介、山內菜菜、三浦理惠子、溫水洋一、高田純次、古田新太、生瀨勝久 等
  - 劇本：藤本有紀
- 7月8日 - 9月16日：My Boss My Hero
  - 演出：長瀨智也、香椎由宇、手越祐也、田中聖、新垣結衣、村川繪梨、垣内彩未、若野龍也、森廉、入山法子、武田航平、仲里依紗、黃川田將也、田中要次、大杉漣、市村正親 等
  - 原作：頭師父一體
  - 劇本：大森美香
- 10月14日 - 12月16日：唯愛
  - 演出：龜梨和也、綾瀨遙、田中聖、平岡祐太、戶田惠梨香、齋藤隆成、要潤、池內博之、財津和夫、田中好子、余貴美子 等
  - 劇本：北川悅吏子

#### 2007年
- 1月13日 - 3月17日：演歌的女王（日语：演歌の女王）
  - 演出：天海祐希、原田泰造、酒井若菜、成海璃子、黃川田將也、平山廣行、武井證、半海一晃、福田麻由子、溫水洋一、段田安則、高畑淳子、池内淳子 等
  - 劇本：遊川和彥
- 4月14日 - 6月23日：2
  - 演出：東山紀之、森田剛、京野琴美、市川實日子、須賀健太、阿部亮平、佐野史郎、伊東四朗 等
  - 原作：寺澤大介
  - 劇本：伴一彥
- 7月14日 - 9月22日：考試之神
  - 演出：山口達也、成海璃子、長島弘宜、森本龍太郎、森本慎太郎、小薗江愛理、泉澤祐希、黑田勇樹、海東健、須藤理彩、森崎博之、宮地雅子、佐藤二朗、大倉孝二、西村雅彥、手塚理美、八千草薰 等
  - 劇本：福間正浩
- 10月13日 - 12月15日：DREAM☆AGAIN
  - 演出：反町隆史、加藤愛、志田未來、青田典子、須賀貴匡、三宅弘城、渡邊哲、瀨川瑛子、中原丈雄、兒玉清 等
  - 劇本：渡邊睦月

#### 2008年
- 1月12日 - 3月8日：1磅的福音
  - 演出：龜梨和也、黑木美沙、山田涼介、南澤奈央、波岡一喜、石黑英雄、高橋一生、光石研、岡田義德、罇真佐子、小林聰美 等
  - 原作：高橋留美子
  - 劇本：福田雄一
- 4月19日 - 6月28日：3[4]
  - 演出：仲間由紀惠、生瀨勝久、高木雄也、三浦春馬、石黑英雄、中間淳太、桐山照史、三浦翔平、魁三太郎、石井康太、脇知弘、東幹久、 小泉孝太郎、平山綾、星野亞希、佐藤二朗、兩國宏、內山信二、金子賢、阿南健治、宇津井健、江波杏子 等
  - 原作：森本梢子
  - 劇本：江頭美智留、橫田理惠、松田裕子
- 7月12日 - 9月20日：暴走兄妹
  - 演出：松岡昌宏、多部未華子、大倉忠義、廣末涼子、內山信二、渡部豪太、山口紗彌加、嶋大輔、櫻井淳子 等
  - 原作：或子
  - 劇本：大石哲也、山浦雅大、渡邊雄介
- 10月11日 - 12月13日：改造老師大作戰
  - 演出：中島裕翔、山田涼介、知念侑李、有岡大貴、高畑岬、菊池風磨、中島健人、上地雄輔、加藤愛、向井理、八嶋智人、升毅、南野陽子 等
  - 劇本：水橋文美江、江頭美智留、及川拓郎

#### 2009年
- 1月17日 - 3月14日：錢與罪
  - 演出：松山研一、mimura、宮川大輔、木南晴夏、鈴木裕樹、光石研、涼、山本圭、奧貫薰、椎名桔平 等
  - 原作：喬治秋山（ジョージ秋山）
  - 劇本：岡田惠和
- 4月18日 - 6月20日：THE QUIZ SHOW
  - 演出：櫻井翔、橫山裕、松浦亞彌、水澤惠麗奈、和田正人、森脇英理子、田中哲司、篠井英介、泉谷茂、榎木孝明、真矢美季 等
  - 劇本：及川拓郎
- 7月18日 - 9月26日：華麗的間諜
  - 演出：長瀨智也、深田恭子、杏、友近、渡哲也、柄本明 等
  - 劇本：君塚良一
- 10月17日 - 12月12日：武士高校
  - 演出：三浦春馬、城田優、杏、大後壽壽花、小林涼子、市川實日子、金子統昭、mimura、木村綠子、岸谷五朗、室井滋 等
  - 劇本：井上由美子

### 2010年代

#### 2010年
- 1月23日 - 3月13日：左眼偵探EYE
  - 演出：山田涼介、橫山裕、石原美、岡田義德、片平渚、春菜愛、渡邊一惠、佐野史郎、克莉絲朵·凱兒、古田新太、小木茂光 等
  - 劇本：秦建日子
- 4月17日 - 6月12日：怪物王子
  - 演出：大野智、川島海荷、八嶋智人、上島龍兵、崔洪万、半海一晃、濱田龍臣、三宅弘城、津田寬治、松岡昌宏、稻森泉、鹿賀丈史 等
  - 原作：藤子不二雄Ⓐ
  - 劇本：西田征史
- 7月10日 - 9月18日：美丘
  - 演出：吉高由里子、林遣都、勝地涼、水澤惠麗奈、夕輝壽太、中村靜香、寺脇康文、谷原章介、真矢美季 等
  - 原作：石田衣良
  - 劇本：梅田美加（梅田みか）
- 10月16日 - 12月11日：Q10（臺譯：機器女友Q10）
  - 演出：佐藤健、前田敦子、福田麻由子、蓮佛美沙子、賀來賢人、池松壯亮、細田よしひこ、高畑充希、山口裕太郎、柄本時生、松島庄汰、鯨井康介、石橋菜津美、田中裕二、松岡璃奈子、光石研、白石加代子、小野武彥、藥師丸博子 等
  - 劇本：木皿泉

#### 2011年
- 1月15日 - 3月26日：小汪刑事（又譯為女警好愛嗅）
  - 演出：多部未華子、澤村一樹、手越祐也、石塚英彦、升毅、大倉孝二、水上劍星、佐野史郎、吹越滿 等
  - 原作：森本梢子
  - 劇本：伴一彥
- 5月7日 - 7月2日：高中生餐廳
  - 演出：松岡昌宏、吹石一惠、神木隆之介、川島海荷、板谷由夏、伊藤英明 等
  - 劇本：吉本昌弘
- 7月9日 - 9月24日：唐吉訶德
  - 演出：松田翔太、高橋克實、成海璃子、內田有紀、小林聰美 等
  - 劇本：大石哲也
- 10月22日 - 12月24日：妖怪人間貝姆
  - 演出：龜梨和也、杏、鈴木福、北村一輝 等
  - 劇本：西田征史

#### 2012年
- 1月14日 - 3月17日：理想的兒子
  - 演出：山田涼介、澤村一樹、藤藤谷太輔、中島裕翔、鈴木杏樹、鈴木京香 等
  - 劇本：野島伸司
- 4月14日 - 6月23日：三毛貓推理
  - 演出：相葉雅紀、藤木直人、大倉忠義、大政絢、松子・DELUXE、尾美利德、石坂浩二 等
  - 原作：赤川次郎
  - 劇本：大宮エリー、高橋悠也
- 7月7日 - 9月15日：幽靈媽媽搜查線（又譯為第六感搜查線）
  - 演出：仲間由紀惠、澤村一樹、志田未來、君野夢真、真田佑馬、塚地武雅、生瀨勝久 等
  - 原作：佐藤智一
  - 劇本：梅田美香（梅田美香（日语：梅田みか）） 等
- 10月13日 - 12月22日：惡夢小姐
  - 演出：北川景子、GACKT、優香、木村真那月、小日向文世、濱田麻里 等
  - 原作：恩田陸
  - 劇本：大森壽美男 等

#### 2013年
- 1月19日 - 3月23日：不准哭，小原
  - 演出：長瀨智也、麻生久美子、丸山隆平、忽那汐里 等
  - 劇本：岡田惠和
- 4月13日 - 6月22日：35歲的高中生
  - 演出：米倉涼子、溝端淳平、片瀬那奈、升毅、橫山惠、榎木孝明、渡哲也 等
  - 劇本：山浦雅大、高橋悠也
- 7月13日 - 9月21日：齊藤太太2
  - 演出：觀月亞里莎、桐谷美玲、田邊誠一、瀬戶康史、勝村政信、南果步 等
  - 原作：小田ゆうあ
  - 劇本：土田英生
- 10月12日 - 12月14日：東京下町古書店
  - 演出：龜梨和也、多部未華子、玉置浩二、MIMURA、平愛梨、光石研 等
  - 原作：小路幸也
  - 劇本：大森美香

#### 2014年
- 1月11日 - 3月15日：戰力外搜查官
  - 演出：武井咲、TAKAHIRO、八嶋智人、濱田麻里 等
  - 原作：似鳥鷄
  - 劇本：鴻上尚史
- 4月12日 - 6月21日：即使弱小也能取勝
  - 演出：二宮和也、蒼汰、有村架純、中島裕翔 等
  - 原作：高橋秀實
  - 劇本：倉持裕
- 7月19日 - 9月20日：金田一少年之事件簿N (neo)
  - 演出：山田涼介、川口春奈、山口智充、有岡大貴、淺利陽介 等
  - 原作：天樹征丸《金田一少年之事件簿》
  - 劇本：高橋悠也
- 10月11日 - 12月13日：靈異教師神眉
  - 演出：丸山隆平、桐谷美玲、速水茂虎道、高橋英樹 等
  - 原作：真倉翔、岡野剛《靈異教師神眉》
  - 劇本：マギー、佐藤友治

#### 2015年
- 1月10日 - 3月14日：學校的階梯
  - 主演：廣瀨鈴
  - 劇本：吉田智子
- 4月11日 - 6月20日：虐待狂刑警
  - 主演：多部未華子
  - 原作：七尾與史
  - 劇本：川崎泉（日语：川崎いづみ）
- 7月11日 - 9月19日：根性青蛙
  - 主演：松山研一
  - 原作：吉澤保己（日语：吉沢やすみ）《根性青蛙》
  - 劇本：岡田惠和
- 10月10日 - 12月12日：掟上今日子的備忘錄（掟上今日子の備忘録）
  - 主演：新垣結衣
  - 原作：西尾維新
  - 劇本：野木亞紀子

#### 2016年
- 1月16日 - 3月19日：怪盜 山貓
  - 主演：龜梨和也（KAT-TUN）
  - 原作：神永學《怪盗探偵 山猫》
  - 劇本：武藤將吾
- 4月23日 - 6月18日：極樂天使
  - 主演：福士蒼汰
  - 原作：田中機械
  - 劇本：尾崎將也（日语：尾崎将也）
- 7月9日 - 8月6日：穿越時空的少女
  - 主演：黑島結菜
  - 原作：筒井康隆《穿越時空的少女》
  - 劇本：渡部亮平
- 10月8日 - 12月10日：THE LAST COP
  - 主演：唐澤壽明
  - 原作：Robert Dannenberg、Stefan Scheich《DER LETZTE BULLE》
  - 劇本：佐藤友治（日语：佐藤友治）

#### 2017年
- 1月14日 - 3月18日：超級上班族左江內氏
  - 主演：堤真一
  - 原作：藤子·F·不二雄《中年超人左江內氏》
  - 劇本：福田雄一

### 2020年代

#### 2024年
- 4月13日 - 6月15日：王牌女行員花咲舞2024（花咲舞が黙ってない 第3シリーズ）
  - 原作：池井戶潤《不祥事》《王牌女行員花咲舞》
  - 主演：今田美櫻
  - 劇本：松田裕子、冰川佳代
  - 緯來節目名稱：正義行員花咲舞
- 7月13日 - 9月28日：GO HOME～警視廳身份不明人相談室～（GO HOME〜警視庁身元不明人相談室〜）
  - 主演：小芝風花
  - 劇本：八津弘幸、佐藤友治
  - 緯來節目名稱：GO HOME
- 10月12日 - 12月21日：放課後的病歷表（放課後カルテ）
  - 原作：日生麻友
  - 主演：松下洸平
  - 劇本：冰川佳代

#### 2025年
- 1月25日 - 3月29日：遺產偵探（相続探偵）
  - 原作：西荻弓繪、幾田羊（作畫）
  - 主演：赤楚衛二
  - 劇本：西荻弓繪
- 4月12日 - 6月14日：為什麼是我來神說教（なんで私が神説教）
  - 主演：廣瀨愛麗絲
  - 劇本：
- 7月12日 - ：佔領放送局（放送局占拠）
  - 主演：櫻井翔
  - 劇本：福田哲平

## 放送局
注：日本使用JST
| 放送對象地域   | 放送局                                     | 系列           | 放送星期・放送時間 | 備注     |
| -------------- | ------------------------------------------ | -------------- | ------------------ | -------- |
| 關東廣域圏     | 日本電視台（NTV） 『週六九點連續劇』製作局 | 日本電視台系列 | 週六 21:00 - 21:54 | 同步播出 |
| 北海道         | 札幌電視台（STV）                          | 日本電視台系列 | 週六 21:00 - 21:54 | 同步播出 |
| 青森縣         | 青森放送（RAB）                            | 日本電視台系列 | 週六 21:00 - 21:54 | 同步播出 |
| 岩手縣         | 岩手電視台（TVI）                          | 日本電視台系列 | 週六 21:00 - 21:54 | 同步播出 |
| 宮城縣         | 宮城電視台（MMT）                          | 日本電視台系列 | 週六 21:00 - 21:54 | 同步播出 |
| 秋田縣         | 秋田放送（ABS）                            | 日本電視台系列 | 週六 21:00 - 21:54 | 同步播出 |
| 山形縣         | 山形放送（YBC）                            | 日本電視台系列 | 週六 21:00 - 21:54 | 同步播出 |
| 福島縣         | 福島中央電視台（FCT）                      | 日本電視台系列 | 週六 21:00 - 21:54 | 同步播出 |
| 山梨縣         | 山梨放送（YBS）                            | 日本電視台系列 | 週六 21:00 - 21:54 | 同步播出 |
| 新潟縣         | TV新潟電視台（TeNY）                       | 日本電視台系列 | 週六 21:00 - 21:54 | 同步播出 |
| 長野縣         | 信州電視台（TSB）                          | 日本電視台系列 | 週六 21:00 - 21:54 | 同步播出 |
| 靜岡縣         | 静岡第一電視台（SDT）                      | 日本電視台系列 | 週六 21:00 - 21:54 | 同步播出 |
| 富山縣         | 北日本放送（KNB）                          | 日本電視台系列 | 週六 21:00 - 21:54 | 同步播出 |
| 石川縣         | 金澤電視台（KTK）                          | 日本電視台系列 | 週六 21:00 - 21:54 | 同步播出 |
| 中京廣域圏     | 中京電視台（CTV）                          | 日本電視台系列 | 週六 21:00 - 21:54 | 同步播出 |
| 近畿廣域圏     | 讀賣電視台（ytv）                          | 日本電視台系列 | 週六 21:00 - 21:54 | 同步播出 |
| 鳥取縣・島根縣 | 日本海電視台（NKT）                        | 日本電視台系列 | 週六 21:00 - 21:54 | 同步播出 |
| 廣島縣         | 廣島電視台（HTV）                          | 日本電視台系列 | 週六 21:00 - 21:54 | 同步播出 |
| 山口縣         | 山口放送（KRY）                            | 日本電視台系列 | 週六 21:00 - 21:54 | 同步播出 |
| 德島縣         | 四國放送（JRT）                            | 日本電視台系列 | 週六 21:00 - 21:54 | 同步播出 |
| 香川縣・岡山縣 | 西日本放送（RNC）                          | 日本電視台系列 | 週六 21:00 - 21:54 | 同步播出 |
| 愛媛縣         | 南海放送（RNB）                            | 日本電視台系列 | 週六 21:00 - 21:54 | 同步播出 |
| 高知縣         | 高知放送（RKC）                            | 日本電視台系列 | 週六 21:00 - 21:54 | 同步播出 |
| 福岡縣         | 福岡放送（FBS）                            | 日本電視台系列 | 週六 21:00 - 21:54 | 同步播出 |
| 長崎縣         | 長崎國際電視台（NIB）                      | 日本電視台系列 | 週六 21:00 - 21:54 | 同步播出 |
| 熊本縣         | 熊本縣民電視台（KKT）                      | 日本電視台系列 | 週六 21:00 - 21:54 | 同步播出 |